# المقرون
المقرون (به عربی: المقرون) یک منطقهٔ مسکونی در لیبی است که در بنغازی واقع شده‌است. المقرون ۳٬۲۱۷ نفر جمعیت دارد.